# Giovanni Forni
Giovanni Forni (1964) é um matemático italiano, professor da Universidade de Maryland, conhecido por seu trabalho sobre sistemas dinâmicos.
Após graduar-se em 1989 na Universidade de Bolonha, obteve um PhD em 1993 na Universidade de Princeton, orientado por John Mather.
Foi palestrante convidado do Congresso Internacional de Matemáticos em Pequim (2002).
Recebeu o Prêmio Michael Brin em Sistemas Dinâmicos de 2008.
Foi eleito em 2012 fellow da American Mathematical Society.